# Grant Township (comté de Nodaway, Missouri)
Grant Township est un township, situé dans le comté de Nodaway, dans le Missouri, aux États-Unis,.
Le township est baptisé en référence à Ulysses S. Grant, général puis 18e président des États-Unis.

### Source de la traduction
- (en) Cet article est partiellement ou en totalité issu de l’article de Wikipédia en anglais intitulé « Grant Township, Nodaway County, Missouri » (voir la liste des auteurs).